# Universidad Mount Mercy
La Universidad Mount Mercy  (Mount Mercy University en inglés), es una universidad privada, católica, de las Hermanas de la Misericordia, ubicada en Cedar Rapids (Iowa), Estados Unidos de América. 

## Historia
Se fundó en 1928 solamente para alumnado femenino ofertando carreras de pregrado de dos años de duración, y en 1967 pasó a impartir programas completos de grado de cuatro años. En 1969 pasó a ser coeducacional.

## Deportes
Sus equipos deportivos, los Mustangs, compiten en la conferencia Heart of America Athletic Conference de la National Association of Intercollegiate Athletics.